# Ermesenda de Montsoriu
Ermesenda de Montsoriu (f. 1057), IX vizcondesa de Gerona, fue una dama de la nobleza catalana del siglo XI.

## Biografía
Era hija de Amat de Montsoriu, de quien hereda el título de manera indirecta, al morir su hermano Arbert de Montsoriu sin descendencia.
En 1036, Ermesenda se repartió con su hermana Sicardis de Montsoriu la herencia vizcondal, quedando a manos de Sicardis el dominio sobre la ciudad de Lloret de Mar. Un dominio que no se haría efectivo hasta el 1041.

### Matrimonio y descendencia
Se casó con Giraldo I de Cabrera, señor de Cabrera, con quien tuvo un hijo, Ponce I de Cabrera. Ponce heredó el título de su madre, pasando este a estar ligado a la casa de los Cabrera y creando, en el futuro, el título de vizconde de Cabrera.